# Wilmar International

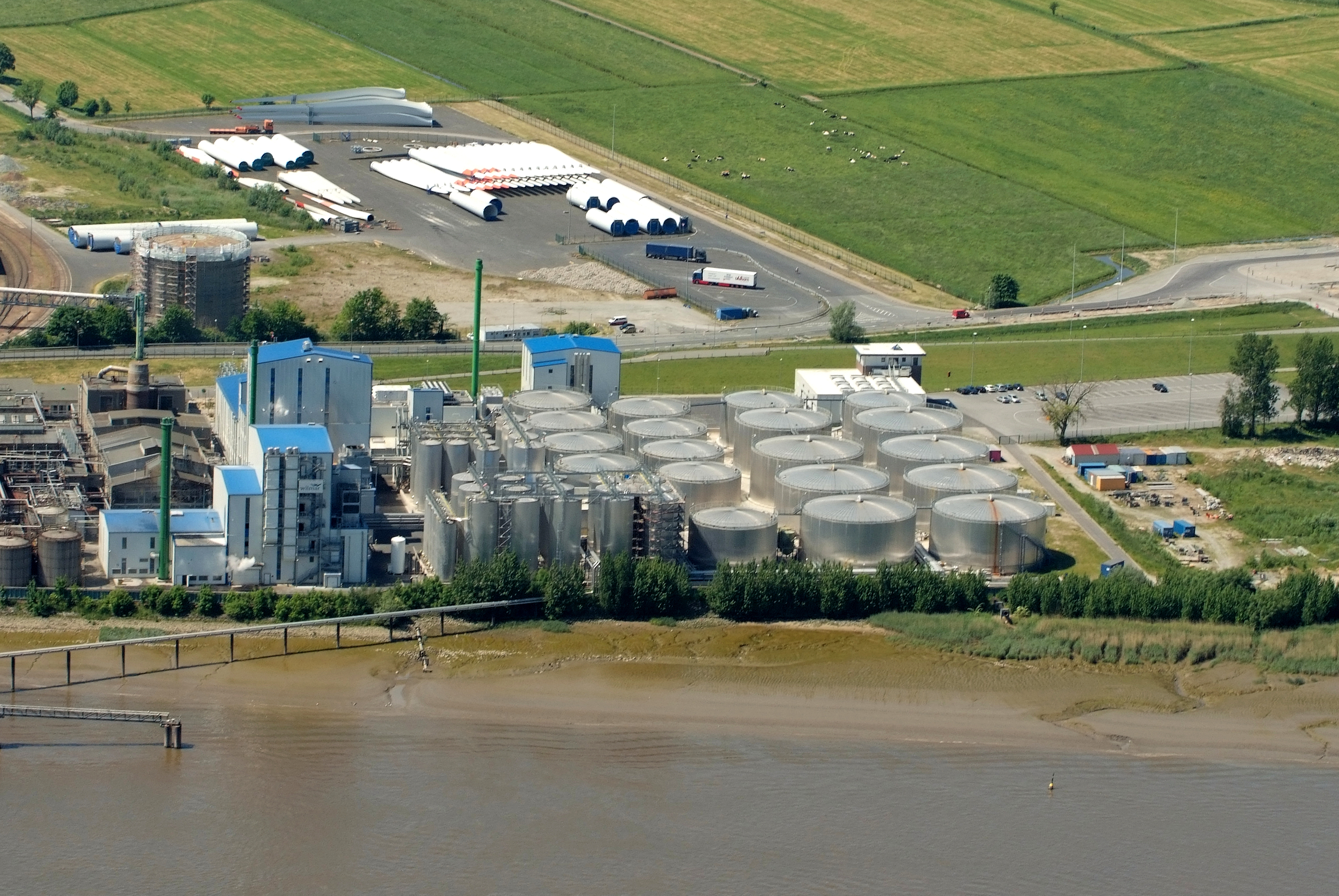
Fettraffinerie Wilmar Edible Oils GmbH bei Brake (Unterweser)

Wilmar International Limited ist einer der führenden Agrarkonzerne Asiens und der weltgrößte Verarbeiter und Vertreiber von Palmöl und Laurinöl. In Malaysia und Indonesien ist Wilmar einer der größten Palmölplantagen-Konzerne. Wilmar International wurde 1991 gegründet und hat seinen Unternehmenssitz in Singapur. Der Umsatz im Geschäftsjahr betrug 38,8 Mrd. US-Dollar. Das Unternehmen ist im Straits Times Index an der Singapore Exchange gelistet.

## Übersicht
Wilmars Geschäftstätigkeiten umfassen unter anderem den Anbau von Ölpalmen, das Pressen von Palmöl, die Raffination von Speiseölen, die Verarbeitung und den Vertrieb von Speiseöl für den Endverbraucher, Spezialfette, Oleochemikalien, Biodiesel, die Herstellung von Düngemittel und Sojaproteinen, das Mahlen von Reis und Mehl sowie die Verarbeitung von Getreide.
Wilmar International besitzt rund 247.000 ha (Stand 2011) an Palmölplantagen, 25 Raffinerien in Indonesien und Malaysia sowie eine Raffinerie in Rotterdam mit einer Jahreskapazität von einer Million Tonnen.
Da die Europäische Union es sich zum Ziel gesetzt hat, bis zum Jahr 2020 10 % der Kraftstoffe für Transport mit Biodiesel zu bedienen, ist sie der größte Handelspartner von Wilmar International Limited.
Wilmar International Limited beliefert internationale Konzerne wie Unilever, Nestlé und Cargill.

## Aktivitäten im deutschsprachigen Raum
Die Wilmar Edible Oils GmbH (Sitz: Brake (Unterweser)) betreibt im Hafen Brake eine Fettraffinerie.
Die Olenex Sàrl (Sitz: Rolle VD) wurde 2012 als Joint Venture mit Archer Daniels Midland gegründet.

## Kritik
Laut Jahresbericht 2006 hat Wilmar International ein Zertifikat erhalten, dass „rohes Palmöl von Wilmars Plantagen [...] nachhaltig produziert werde und die gesamte Produktionskette rückverfolgbar sei.“. Einige Umweltschutzorganisationen behaupten jedoch, dass Wilmar International illegal Regenwald abholzt. In einer im Juli 2007 veröffentlichten Studie schreiben Friends of the Earth Netherlands, dass Wilmar International Waldbrände legt und die Rechte der Lokalbevölkerung in Indonesien verletzt.
Auch die Umweltschutzorganisation Robin Wood kritisiert Wilmar heftig und wirft dem Unternehmen Raubbau vor. Wilmar sei zwar von der RSPO als nachhaltiger Palmöllieferant zertifiziert, trete aber den Umweltschutz mit Füßen. Brandrodungen und Überfälle auf die indigene Bevölkerung Sumatras gehörten zum Alltag von Wilmar.
Wilmars Tochter PT Asiatic Persada wurde unter anderem beschuldigt, 2011 in der indonesischen Provinz Jambi das Zuhause von 83 Familien der indigenen Gemeinde Suku Anak Dalam im Umfeld der eigenen Ölpalmplantagen unter Einsatz einer Polizeibrigade zerstört zu haben, nachdem einigen Mitgliedern der Gemeinde der Raub von Ölpalmfrüchten vorgeworfen worden war. Die Verhandlungen laufen immer noch, wobei ihr Fortschritt durch den Verkauf von PT Asiatic Persada an PT Agro Mandiri Semesta im April 2013 deutlich eingeschränkt werden könnte.
Vor dem Hintergrund des Konflikts lancierte auch die Umweltorganisation Rettet den Regenwald im August 2011 eine Kampagne gegen den niederländisch-britischen Konzern Unilever, der für seine Produkte Palmöl von Wilmar International bezieht.

## Zertifizierung
Wilmar ist seit 2005 Mitglied des Roundtable on Sustainable Palm Oil (RSPO). Die RSPO besteht aus Herstellern sowie Groß- und Einzelhändlern der Palmölindustrie und wurde gegründet, um weltweite Standards für umweltschonendes, nachhaltiges Palmöl  festzulegen. 2011 wurden alle Wilmar-Produktionsstätten und -Plantagen in Malaysia mit dem RSPO-Zertifikat ausgezeichnet, das vom TüV-Rheinland vergeben wird, der mittlerweile einräumt, Gefälligkeitsgutachten für Wilmar angefertigt zu haben. Vom jährlichen  Produktionsvolumen des Konzerns entfielen rund 520.000 Tonnen auf zertifiziertes Palmöl aus Indonesien und Malaysia. Erklärtes Ziel des Unternehmens ist die RSPO-Zertifizierung aller seiner indonesischen Produktionsstätten bis 2015/2016.
Wilmar vertreibt jedoch auch illegal produziertes Palmöl.

## Land
Das Unternehmen führt laut Firmenwebsite HCV-Bewertungen zur Prüfung schützenswerter Flächen durch, bevor es mit der Erschließung neuer Plantagen beginnt (HCV oder High Conservation Value Forest – besonders schützenswerter Naturwald). HCV-Bewertungen werden von unabhängigen Experten vorgenommen und vom High Conservation Value (HCV) Network begutachtet. Das Konzept der besonders schützenswerten Flächen oder High Conservation Value Areas (HCVA) wurde vom Forest Stewardship Council (FSC) für forstwirtschaftliche Zertifizierungssysteme entwickelt. Ziel war es Regionen zu definieren, welche mit spezifischen, ökologischen, sozioökonomischen oder landschaftlichen Wert oder aufgrund ihrer Bedeutung um die Biodiversität als besonders schützenswert gelten.

## Biodiversität
Seit 2009–2011 beteiligte sich Wilmar an einem Projekt mit der Zoological Society of London (ZSL), der Wildlife Conservation Society, Indonesien (WCS), und dem Indonesian Institute of Sciences (LIPI). Das Ziel war eine effektivere Anwendung der RSPO-Prinzipien und -Kriterien mit Bezug zur Biodiversität in Sumatra und Kalimantan in Indonesien. Das zweijährige Pilotprogramm bildete einen Teil des Biodiversity and Agricultural Commodities Programme (BACP) der International Finance Corporation. Das Programm beinhaltete die Entwicklung und Erprobung praktischer Instrumente und Leitlinien, um Beratern und Palmölunternehmen bei einer effektiveren Umsetzung der RSPO-Grundsätze und -Kriterien mit Bezug zur Biodiversität zu unterstützen.
2012 startete die ZSL ein zweites BACP-Projekt unter Beteiligung von Wilmar. Ziel dieses Projektes war die Entwicklung von Instrumenten, um den RSPO zertifizierten Anbauern bei der Beobachtung ihrer HCV-Flächen zu unterstützen. Der Fokus des Projektes liegt auf der Entwicklung von Protokollen für die Überwachung der HCV-Regionen sowie auf der Einführung eines Computerprogramms, mit dem Palmölplantagen ihre HCV-Überwachungssysteme kontrollieren, analysieren und anpassen können.
2009 unterzeichnete Wilmar eine Absichtserklärung mit der Regierung des Malaysischen Bundesstaates Sabah über eine fünfjährige Partnerschaft zur Erweiterung, Wiederherstellung und Aufwertung des Ufergebiets entlang des Flusses Segama für die dort lebenden und vom Aussterben bedrohten Nasenaffen. 2010 verkündete das Unternehmen, dass es gemeinsam mit dem Sabah Forestry Department auf 47 Kilometern entlang des Segama-Flusses 150.000 neue Bäume pflanzte. Wilmar unterstützt das Sabah Wildlife Department und die Borneo Rhino Alliance (ehemals SOS Rhino Borneo) im Kampf gegen die Wilderei. Dazu setzt das Unternehmen ein Team von Ordnungskräften auf seiner an das Tabin-Wildreservat angrenzenden Sabahmas-Plantage ein.
2011 unterzeichnete Wilmar eine gemeinsame Vereinbarung mit der gemeinnützigen Borneo Orangutan Survival Foundation (BOSF) und der Regierung von Zentral-Kalimantan. Die drei Vertragspartner einigten sich im Rahmen einer formalen Partnerschaft vorbildliche Managementpraktiken zum Schutz von Orang-Utans in Palmölplantagen zu entwickeln.